# Viola hookeri
Viola hookeri Thomson ex Hook.f. – gatunek roślin z rodziny fiołkowatych (Violaceae). Występuje naturalnie w północno-wschodnich Indiach, Nepalu i Bhutanie. 

## Morfologia
PokrójBylina tworząca kłącza.
LiścieBlaszka liściowa ma owalnie okrągławy kształt. Mierzy 1–4,5 cm długości oraz 1,5–3,5 cm szerokości, jest karbowana na brzegu, ma sercowatą nasadę i tępy wierzchołek. Ogonek liściowy jest nagi i ma 4–10 cm długości. Przylistki są lancetowate i osiągają 12 mm długości.
KwiatyPojedyncze, wyrastające z kątów pędów. Mają działki kielicha o lancetowatym kształcie i dorastające do 5 mm długości. Płatki są podługowato-owalne, mają białą barwę oraz 10 mm długości, dolny płatek z purpurowymi żyłkami, posiada obłą ostrogę.
OwoceTorebki mierzące 5 mm długości, o jajowatym kształcie.

## Biologia i ekologia
Rośnie w lasach, na wysokości od 2000 do 3000 m n.p.m.